# Orchomene plebs
Orchomene plebs är en kräftdjursart som först beskrevs av Hurley 1965.  Orchomene plebs ingår i släktet Orchomene och familjen Lysianassidae. Inga underarter finns listade i Catalogue of Life.